# 蒙福尔 (上普罗旺斯阿尔卑斯省)
蒙福尔（法語：Montfort，法語發音：[mɔ̃fɔʁ] ⓘ）是法国上普罗旺斯阿尔卑斯省的一个市镇，属于福卡尔基耶区。

## 地理
蒙福尔（44°3'49"N, 5°58'22"E）面积12.08 平方千米，位于法国普罗旺斯-阿尔卑斯-蓝色海岸大区上普罗旺斯阿尔卑斯省，该省份为法国东南部内陆省份，北起上阿尔卑斯省，西接沃克吕兹省，西北接德龙省，南至瓦尔省，东临滨海阿尔卑斯省，东北部与意大利接壤。
与蒙福尔接壤的市镇（或旧市镇、城区）包括：阿尔努堡-圣欧邦、圣多纳谷新堡、马勒富加斯-欧热斯、萊梅、佩吕。

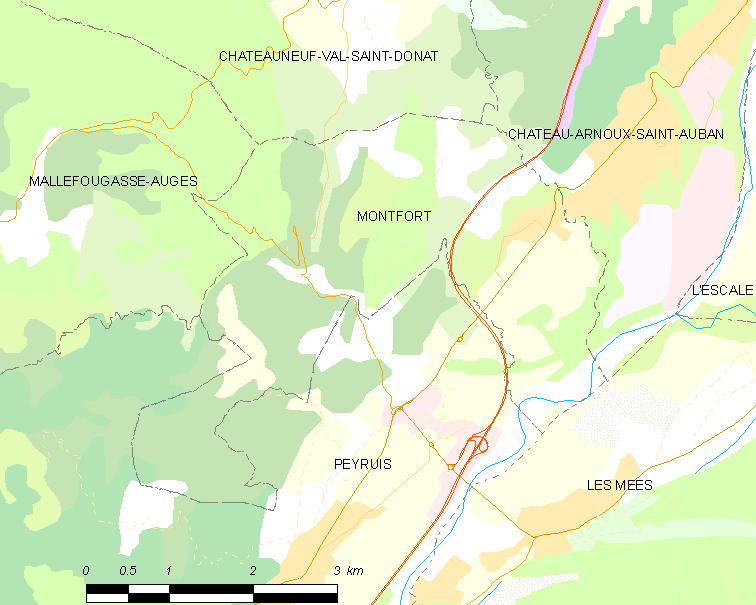
的OSM定位图

蒙福尔的时区为UTC+01:00、UTC+02:00（夏令时）。

## 行政
蒙福尔的邮政编码为04600，INSEE市镇编码为04127。

## 政治
蒙福尔所属的省级选区为阿尔努堡-圣欧邦县。

## 人口

1962-2008年间人口变化图示

蒙福尔于2022年1月1日时的人口数量为333人。